# 徳川綱方
徳川 綱方（とくがわ つなかた）は、江戸時代前期の常陸国水戸藩の世嗣。官位は正四位下・左近衛権少将、采女正。

## 略歴
讃岐国高松藩主松平頼重の長男として誕生。母は古河藩主土井利勝の娘・万姫。幼名は松千代、後に右京。初名は松平 頼世（まつだいら よりよ）。
叔父である徳川光圀は、兄である頼重を差し置いて水戸徳川家を継いだことを気にかけ、寛文3年（1663年）、兄の長男である頼世を養嗣子とした。頼世は同年に正四位下・左近衛権少将に叙任し、左衛門督と称される。寛文4年（1664年）、元服に伴い4代将軍・徳川家綱から偏諱を受けて綱方に改名した。しかし、家督相続前の寛文10年（1670年）に没した。代わって、同母弟の采女（綱條）が光圀の養嗣子となった。